# Дикан, Игнат Максимович
Игнат Максимович Дикан (май 1900, дер. Раевские, Мозырский уезд — 13 февраля 1948, Бобруйск) — советский партийный и военный деятель, один из организаторов партизанского движения в Белорусской ССР во время Великой Отечественной войны. Генерал-майор (1943).

## Биография

### Ранние годы и довоенная деятельность
Родился в мае 1900 года в деревне Раевские Мозырского уезда (ныне Мозырский район Гомельской области) в семье бедного крестьянина.
С 1918 года начал общественную деятельность:
- 1918 — секретарь Нагорно-Раевского комитета бедноты
- 1919—1926 — секретарь Нагорно-Раевского сельсовета[1][2]
- 1926—1929 — председатель Бобренятского сельсовета Мозырского района[1][3]
- С 1927 — секретарь Бобренятской ячейки КП(б)Б[1]

В 1929—1930 годах — председатель Люденевичского сельскохозяйственного кредитного товарищества Житковичского района. Одновременно занимал должности:
- секретаря ячейки КП(б)Б в м. Люденевичи
- руководителя Люденевичского делегатского пункта
- члена Житковичского райкома КП(б)Б
- заместителя председателя райколхозсоюза[1][2]

В 1930—1938 годах — управляющий Озаричского (1930—1931), затем Тереховского районного отделения Госбанка.
В 1938—1939 годах — председатель Тереховского райисполкома и член бюро райкома КП(б)Б.
С июля 1939 года — председатель Стрешинского райисполкома, где работал до начала Великой Отечественной войны.

### Великая Отечественная война
В начале войны возглавлял штаб районного истребительного отряда (до 14 августа 1941 года), участвовал в боях в деревнях Жлобинского района: Стрешин, Папоротное, Скепня.
После оккупации Белорусской ССР эвакуировался:
- сентябрь 1941 — март 1942 — заместитель директора Степановской МТС № 2 Чкаловской области
- март — июль 1942 — комиссар 3-го особого взвода 33-й стрелковой бригады Особый белорусский сбор в урочище Горелый Лес у посёлка Ореховец Кулебакского района Горьковской области[1][2].

20 июля 1942 года направлен ЦК КП(б)Б в тыл врага в Журавичский район Гомельской области во главе группы из 15 человек. К декабрю 1942 года группа выросла в 256-й партизанский отряд имени И. В. Сталина.
В феврале-марте 1943 года — комиссар 256-го отряда. В марте 1943 года на базе отряда создана 10-я Журавичская партизанская бригада, где Дикан занимал должности:
- март-сентябрь 1943 — комиссар бригады
- апрель 1943 — временно исполняющий обязанности командира[1][5].

8 марта 1943 года избран секретарём Журавичского подпольного райкома КП(б)Б.
Под руководством Дикана бригада провела 228 боевых операций, в результате которых:
- уничтожено 7780 немецких солдат и офицеров
- подорвано 190 воинских эшелонов
- уничтожено 188 паровозов, 2104 вагона
- взорвано 276 мостов
- разгромлено 96 гарнизонов[1][4].

10 октября 1943 — 1 октября 1944 — начальник оперативной группы БШПД при 1-м Белорусском фронте. Координировал действия Гомельского, Полесского, Брестского и Пинского партизанских соединений (общей численностью 38 749 человек).
В 1943 году присвоено звание генерал-майора.

### Послевоенные годы
С 1 октября 1944 года — заместитель председателя Бобруйского облисполкома, член обкома КП(б)Б.
Умер 13 февраля 1948 года в возрасте 47 лет во время служебной командировки. Похоронен в Бобруйске.

## Награды
- Орден Ленина (15 августа 1944)[6]
- Орден Красного Знамени (16 сентября 1943)[6]
- Медаль «Партизану Отечественной войны» I степени (1945)[6]
- Медаль «За победу над Германией в Великой Отечественной войне 1941—1945 гг.» (1945)[6]
- Медаль «За доблестный труд в Великой Отечественной войне 1941—1945 гг.» (1945)[6]
- Именные часы[1]

## Память
- Личные вещи и документы Дикана И. М. хранятся в Белорусском государственном музее истории Великой Отечественной войны (более 50 предметов)[1]
- Портрет работы художника А. Д. Шибнёва (1944) находится в экспозиции музея[1]
- Упоминается в мемуарах П. З. Калинина «Партизанская республика»[5]
- Включён в справочник «Высшее партизанское командование Белоруссии, 1941—1944»[5]